# Fehér-Kárpátok
A Fehér-Kárpátok (szlovákul: Biele Karpaty; csehül: Bílé Karpaty) az Északnyugati-Kárpátok tagja. A hegység 800-1000 méter magas, délnyugat-északkelet irányú vonulatai a Vág és a Morva folyók vízválasztóját alkotják, így évszázadok óta országhatárt képeznek Magyarország és Morvaország, illetve napjainkban Szlovákia és Csehország között. Legmagasabb pontja a 970 méter magasságú Nagy-Javorina csúcsa.

## Elhelyezkedése
A Fehér-Kárpátok az Északnyugati-Kárpátok nyugati területén, Szlovákia és Csehország határán fekszik. Déli szomszédja a Kis-Kárpátok, keleten a Vág, nyugaton a Morva völgye határolja. Északi szomszédja a Vizovicei-hegység és a Javornik, melytől az 528 méter magasságban található Fehérhalmi-hágó választja el.

## Földrajza

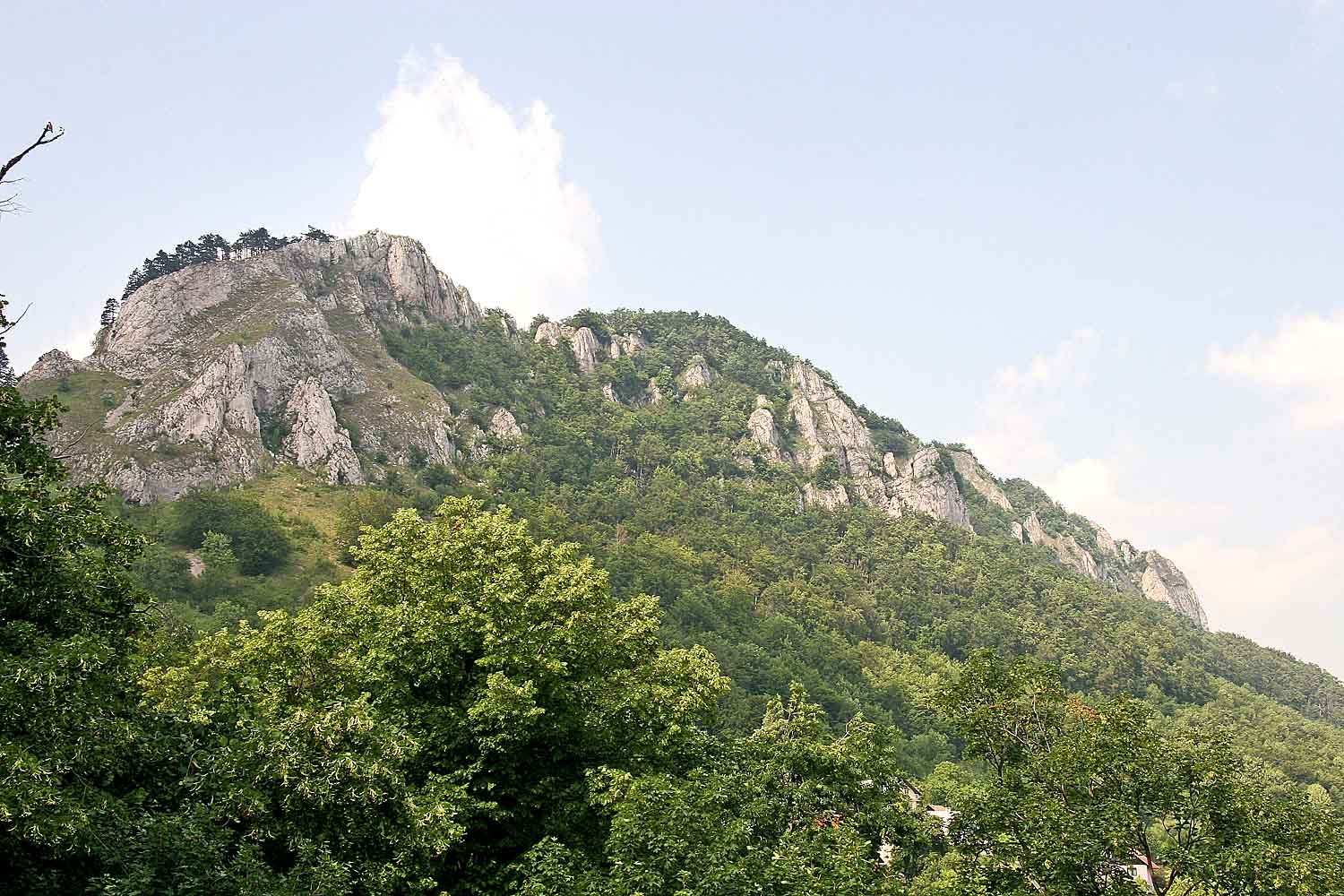
Oroszlánkő sziklái

A Fehér-Kárpátok a Kárpátok flisövezetének belső vonulatához tartozik. A mélytengeri gyűrt üledékekből álló flisövezet kőzeteit itt főként a homokkő, a márga és különböző palák alkotják.
A hegységben megtalálható a mészkőszirtek öve is, ezek a távolról is feltűnő, világos színű sziklák adták a hegység nevét. A mészkőszirtek főleg a Fehér-Kárpátok középső és északi részén gyakoriak. Jól megfigyelhetőek itt az élükre állított kőzetrétegek, melyek a környező, puhább üledékeknél ellenállóbbak, így azok lepusztulásával ma föléjük magasodnak. Ezeken a nehezen megközelíthető sziklákon számos várat építettek a középkorban (pl. Oroszlánkő, Lednic).

### Legmagasabb csúcsai
- Nagy Javorina 970 m
- Chmeľová, 925 m
- Jelenec, 925 m
- Nagy Lopenik 911 m
- Kobylinec, 911 m

## Közlekedés
A hegységet vonulatainak irányára merőleges, tehát északnyugat-délkelet irányú völgyek tagolják, melyekben fontos közlekedési útvonalak haladnak. Ilyen a Vágújhelyt Stráníval, a Trencsént Magyarbróddal és a Vlára-szoroson áthaladó, Máriatölgyest Brumov-Bylnicével összekötő főútvonal.

## Természetvédelem
A hegység mindkét oldalán védett területek helyezkednek el. A szlovákiai rész 1979 óta a Fehér-Kárpátok Tájvédelmi Terület része, mely 435 km2-es kiterjedésével szinte az egész hegységet lefedi. A Nagy-Javorina környékén a védelem a természetes növényzet megőrzésére, a mészkőszirtek közelében pedig maguk a szirtek és különleges élőviláguk megóvására irányul. Az igazgatóság központja Nemsón található. A csehországi rész 1980 óta védett, 1996 óta az UNESCO bioszféra-rezervátummá nyilvánította területét.

## Várak a hegységben

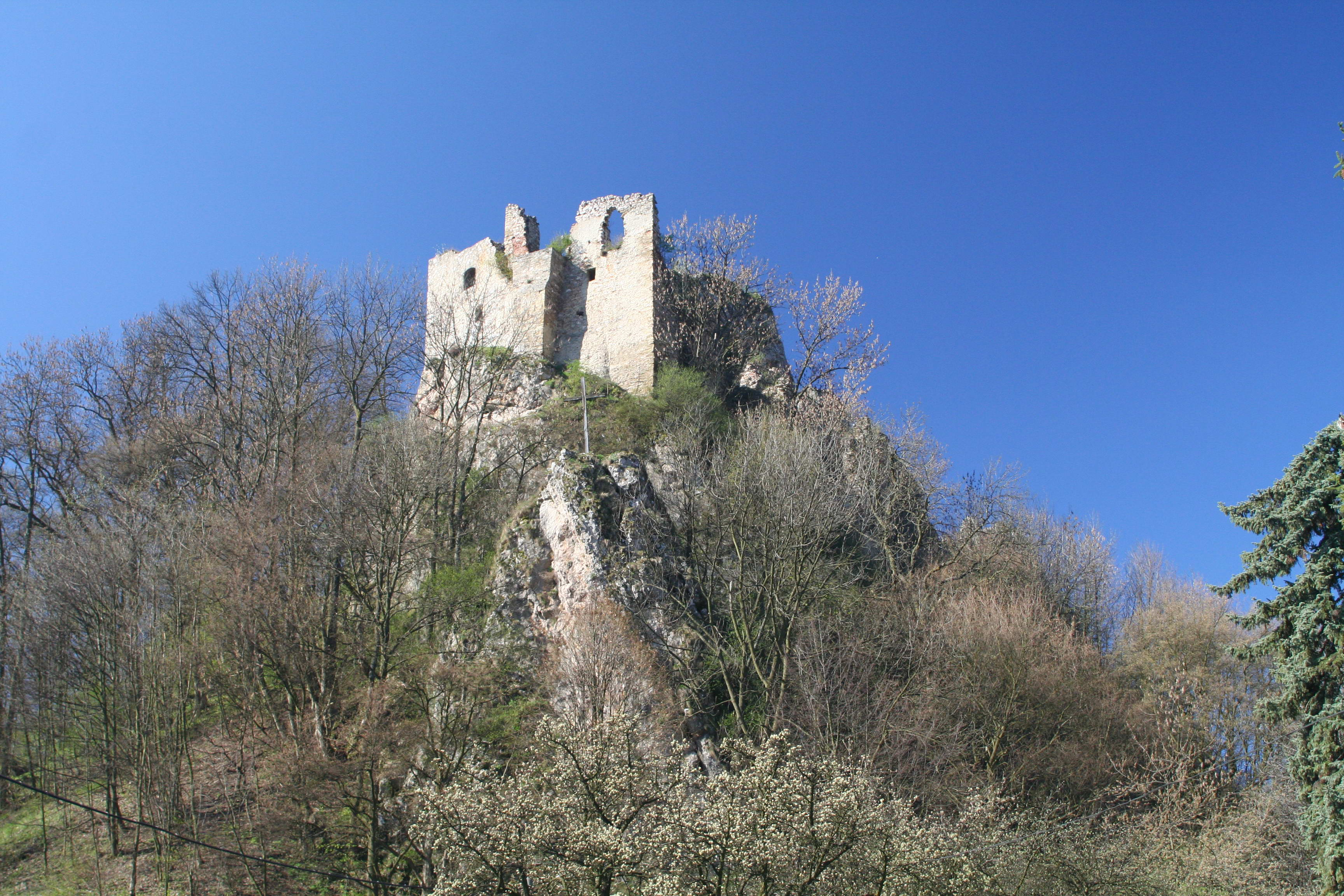
Lednic vára

- Oroszlánkő vára
- Lednic vára